# Idiodes mitigata
Idiodes mitigata är en fjärilsart som beskrevs av Achille Guenée 1858. Idiodes mitigata ingår i släktet Idiodes och familjen mätare. Inga underarter finns listade i Catalogue of Life.